# Cristian Fabián Olivera
Cristian Fabián Olivera de Mello, más conocido como Cristian Olivera (n. Montevideo, Uruguay; 20 de enero de 1988) es un futbolista uruguayo. Su posición es mediocampista y su actual club es Atlético Vega Real  de la Primera División de República Dominicana.

## Estadísticas

### Clubes
Actualizado al último partido jugado el 27 de noviembre de 2021.
| Rampla Juniors F. C. · Uruguay              | 2.ª                 | 2015-16             | 5   | 2  | - | - | - | - | 5   | 2  | 0.40 |
| Rampla Juniors F. C. · Uruguay              | 1.ª                 | 2016                | 9   | 0  | - | - | - | - | 9   | 0  | 0.00 |
| Rampla Juniors F. C. · Uruguay              | 1.ª                 | 2017                | 31  | 1  | - | - | - | - | 31  | 1  | 0.03 |
| Rampla Juniors F. C. · Uruguay              | 1.ª                 | 2018                | 27  | 5  | - | - | 4 | 1 | 31  | 6  | 0.19 |
| Rampla Juniors F. C. · Uruguay              | Total               | Total               | 72  | 8  | 0 | 0 | 4 | 1 | 76  | 9  | 0.11 |
| Alianza F. C. · El Salvador                 | 1.ª                 | 2019-C              | 24  | 2  | - | - | - | - | 24  | 2  | 0.08 |
| Alianza F. C. · El Salvador                 | 1.ª                 | 2019-A              | 16  | 3  | - | - | 2 | 0 | 18  | 3  | 0.16 |
| Alianza F. C. · El Salvador                 | Total               | Total               | 40  | 5  | 0 | 0 | 2 | 0 | 42  | 5  | 0.12 |
| 9 de Octubre · Ecuador                      | 2.ª                 | 2020                | 1   | 1  | - | - | - | - | 1   | 1  | 1.00 |
| 9 de Octubre · Ecuador                      | Total               | Total               | 1   | 1  | 0 | 0 | 0 | 0 | 1   | 1  | 1.00 |
| Santa Tecla F. C. · El Salvador             | 1.ª                 | 2021                | 19  | 1  | - | - | - | - | 19  | 1  | 0.05 |
| Santa Tecla F. C. · El Salvador             | 1.ª                 | 2021-22             | 20  | 2  | - | - | - | - | 20  | 2  | 0.14 |
| Santa Tecla F. C. · El Salvador             | Total               | Total               | 39  | 3  | 0 | 0 | 0 | 0 | 39  | 3  | 0.07 |
| Total en su carrera                         | Total en su carrera | Total en su carrera | 152 | 17 | 0 | 0 | 6 | 1 | 158 | 18 | 0.13 |
| (2) No incluye goles en partidos amistosos. |                     |                     |     |    |   |   |   |   |     |    |      |

## Palmarés

### Títulos nacionales
| Título             | Club               | País        | Año    |
| ------------------ | ------------------ | ----------- | ------ |
| Primera División   | Alianza F. C.      | El Salvador | A-2019 |
| Serie B de Ecuador | 9 de Octubre F. C. | Ecuador     | 2020   |